# Eleocharis coloradoensis
Eleocharis coloradoensis là loài thực vật có hoa trong họ Cói. Loài này được (Britton) Gilly mô tả khoa học đầu tiên năm 1941.